# Journal of Fluorescence
Das Journal of Fluorescence, abgekürzt J. Fluoresc., ist eine wissenschaftliche Fachzeitschrift, die vom Springer-Verlag veröffentlicht wird. Die Zeitschrift wurde von Joseph R. Lakowicz gegründet und erscheint derzeit mit sechs Ausgaben im Jahr. Es werden Arbeiten veröffentlicht, die sich mit fluoreszenzspektroskopischen Fragestellungen beschäftigen.
Der Impact Factor lag im Jahr 2014 bei 1,927. Nach der Statistik des ISI Web of Knowledge wird das Journal mit diesem Impact Factor in der Kategorie analytische Chemie an 39. Stelle von 74 Zeitschriften und in der Kategorie biochemische Forschungsmethoden an 49. Stelle von 79 Zeitschriften geführt.